# Briny Breezes
Briny Breezes es un pueblo ubicado en el condado de Palm Beach en el estado estadounidense de Florida. En el Censo de 2010 tenía una población de 601 habitantes y una densidad poblacional de 2.090,52 personas por km².

## Geografía
Briny Breezes se encuentra ubicado en las coordenadas 26°30′32″N 80°3′8″O / 26.50889, -80.05222. Según la Oficina del Censo de los Estados Unidos, Briny Breezes tiene una superficie total de 0.29 km², de la cual 0.18 km² corresponden a tierra firme y (36.94%) 0.11 km² es agua.

## Demografía
Según el censo de 2010, había 601 personas residiendo en Briny Breezes. La densidad de población era de 2.090,52 hab./km². De los 601 habitantes, Briny Breezes estaba compuesto por el 99.67% blancos, el 0.33% eran afroamericanos, el 0% eran amerindios, el 0% eran asiáticos, el 0% eran isleños del Pacífico, el 0% eran de otras razas y el 0% pertenecían a dos o más razas. Del total de la población el 0.83% eran hispanos o latinos de cualquier raza.